# Яворек (Лодзинське воєводство)
Яворек (пол. Jaworek) — село в Польщі, у гміні Частари Верушовського повіту Лодзинського воєводства.
Населення — 128 осіб (2011).
У 1975-1998 роках село належало до Каліського воєводства.

## Демографія
Демографічна структура станом на 31 березня 2011 року:
|          | Загалом | Допрацездатний вік | Працездатний вік | Постпрацездатний вік |
| -------- | ------- | ------------------ | ---------------- | -------------------- |
| Чоловіки | 63      | 13                 | 40               | 10                   |
| Жінки    | 65      | 13                 | 35               | 17                   |
| Разом    | 128     | 26                 | 75               | 27                   |